# Herbertsmithita
La herbertsmithita és un mineral de la classe dels halurs, que pertany al grup de l'atacamita. Rep el seu nom del G. F. Herbert Smith (1872-1953) del Museu d'Història Natural de Londres, qui va descobrir la paratacamita.

## Característiques
La herbertsmithita és un element químic de fórmula química Cu₃Zn(OH)₆Cl₂. Va ser aprovada com a espècie vàlida per l'Associació Mineralògica Internacional l'any 2003. Cristal·litza en el sistema trigonal. La seva duresa a l'escala de Mohs oscil·la entre 3 i 3,5. És un polimorf de la kapellasita, molt relacionada amb la paratacamita i fàcilment confusible amb la clinoatacamita maclada. En escalfar la paratacamita es transforma reversiblement en herbertsmithita entre 353 i 393 K. Aquest mineral va rebre atenció en el mes de març de 2007 quan es va descobrir que té unes propietats físiques molt específiques i inusuals que fan que es comporti com un nou tipus de matèria.
Segons la classificació de Nickel-Strunz, la herbertsmithita pertany a «03.DA: Oxihalurs, hidroxihalurs i halurs amb doble enllaç, amb Cu, etc., sense Pb» juntament amb els següents minerals: atacamita, melanotal·lita, botallackita, clinoatacamita, hibbingita, kempita, paratacamita, belloïta, kapellasita, gillardita, haydeeïta, anatacamita, claringbul·lita, barlowita, simonkol·leïta, buttgenbachita, connel·lita, abhurita, ponomarevita, anthonyita, calumetita, khaidarkanita, bobkingita, avdoninita i droninoïta.

## Formació i jaciments
Va ser descoberta a la mina Los Tres Presidentes, a la localitat de Caracoles, al districte de Sierra Gorda (Província d'Antofagasta, Xile). També ha estat descrita en altres mines properes i altres indrets del mateix país, així com als Estats Units, Austràlia, Iran, Namíbia i Grècia.